# Tafna
La Tafna (ou Oued Tafna) est un fleuve d'Algérie situé dans le Nord-Ouest du pays. Communément qualifiée de rivière, il s'agit en fait d'un fleuve. Elle traverse les wilaya de Tlemcen et d'Aïn Témouchent avant de se jeter dans la Méditerranée.

## Historique
Dans l'Antiquité, des erreurs de copistes l'ont fait appeler la rivière Ligar. Elle a aussi été appelée Nigrensis.
Au XIe siècle, Al-Bakri mentionne que la Tafna est navigable.
De même, le géographe, Mac Carthy, mentionne qu'en 1850 des pêcheurs espagnols remontaient la rivière.
La rivière a donné son nom au traité de la Tafna signé le 30 mai 1837 entre l’émir Abdelkader et Bugeaud.

## Cours d'eau
La Tafna prend sa source au Djebel Merchiche, dans les Monts de Tlemcen près de Sebdou, à 1 600 mètres d'altitude.
En période de hautes eaux, une partie du débit de la rivière est alimenté par l'exsurgence karstique de Ghar Boumâaza, car la Tafna possède un cours amont souterrain dont les galeries ont été explorées par des spéléologues.
Son cours à l'air libre, long de 165 km, s'étire dans la wilaya de Tlemcen, et après avoir franchi des gorges sinueuses, pénètre dans la wilaya d'Aïn Témouchent, traverse la cité antique de Siga, et se jette dans la Méditerranée, face à l’île de Rachgoun.
Son bassin hydrographique a une superficie de 7 250 km2 et alimente cinq barrages : Beni Bahdel, El-Meffrouch, Sidi Abdelli, Hammam Boughrara et Sikkak.
La Tafna a comme affluents et sous-affluents l'Oued Khémis, l'Oued Bou Kiou, l'Oued Dahman, l'Oued Zitoun, la Sikkak, la Mouilha, l'Oued Bou Khallouf, l'Oued Tellout et l'Oued Isser. Par son sous-affluent l'oued Isly, le bassin hydrographique de la Tafna s'étend partiellement au Maroc.

## Irrigation

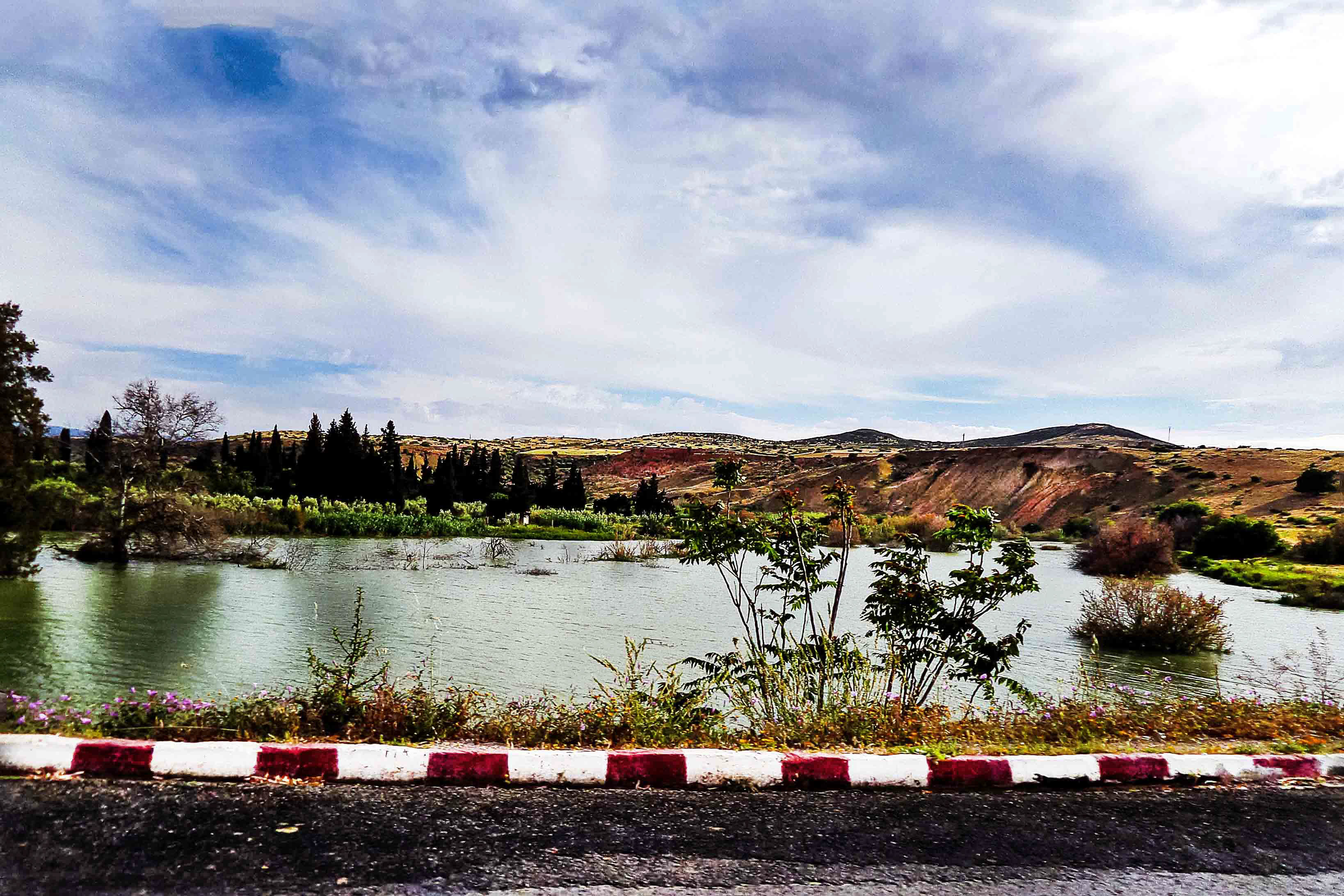
Oued Tafna.

Le bassin subvient aux besoins en eau pour les diverses utilisations de plus de 2 millions de personnes. Les barrages cumulent une capacité globale de 380 106 m3, mais la sécheresse a engendré une baisse croissante des ressources en eau superficielles et souterraines depuis le milieu des années 1970.
Toutefois, le bassin est remarquable par le dynamisme agricole des cultures maraichères: melons et pastèques qui alimentent les marchés de Tlemcen et d'Oran.